# Serrekunda West Mini Stadium
Serrekunda West Mini Stadium – to stadion piłkarski w mieście Serrekunda, w Gambii. Jest obecnie używany głównie dla meczów piłki nożnej. Stadion może pomieścić 5 000 widzów.